# Bois-d'Arcy (Borgogna-Franca Contea)
Bois-d'Arcy è un comune francese di 33 abitanti situato nel dipartimento della Yonne nella regione della Borgogna-Franca Contea.

## Società

### Evoluzione demografica
Abitanti censiti